# Franz Großmann
Franz Großmann (* 23. August 1950 in Weyer, Oberösterreich) ist ein österreichischer Politiker (SPÖ).

## Leben
Nach dem Besuch der Volksschule und einem Gymnasium, an welchem er auch maturierte, studierte Franz Großmann Rechtswissenschaften an der Universität Graz. 1974 promovierte er. Nachdem er zunächst Notariatskandidat gewesen war, und von 1976 bis 1980 als Konzipient tätig war, ergriff Großmann ab 1980 die Gelegenheit, selbstständig als Rechtsanwalt zu arbeiten.
Bereits ab 1973 war er Mitglied im Verband Sozialistischer Studenten Österreichs. Ab 1975 war Großmann zunächst im steirischen Bezirk Liezen, später im Bezirk Klagenfurt-Land in Kärnten SP-Funktionär. 1988 wurde er zum sozialdemokratischen Landesparteisekretär im südlichsten österreichischen Bundesland gewählt.
Von Oktober 1988 bis Mai 1989 vertrat er Kärnten als Mitglied im Bundesrat in Wien. Danach zog er als Abgeordneter seiner Partei in den Kärntner Landtag ein, dem er jedoch nur eine Legislaturperiode, bis 1994, angehören sollte.